# Prêmio NAACP Image de melhor atriz no cinema
O NAACP Image Award de Melhor Atriz no Cinema é um dos prêmios do NAACP Image Awards.

## Vencedoras

### 1982-1988
- 1982 - Jayne Kennedy (Body and Soul)
- 1984 - Jennifer Beals (Flashdance)
- 1986 - Whoopi Goldberg (The Color Purple)
- 1988 - Whoopi Goldberg (Fatal Beauty)

### 1990-1999
- 1990 - Whoopi Goldberg (Fatal Beauty)
- 1991 - Ruby Dee (Do the Right Thing)
- 1992 - Whoopi Goldberg (Ghost)
- 1993 - Whoopi Goldberg (The Long Walk Home)
- 1994 - Whoopi Goldberg (Sister Act)
- 1995 - Angela Bassett (What's Love Got to Do with It)
- 1996 - Angela Bassett (Waiting to Exhale)
- 1997 - Whitney Houston (The Preacher's Wife)
- 1998 - Vanessa L. Williams (Soul Food)
- 1999 - Angela Bassett (How Steella Got Her Groove Back)

### 2000-2009
- 2000 - Nia Long (The Best Man)
- 2001 - Sanaa Lathan (Love and Basketball)
- 2002 - Halle Berry (Swordfish)
- 2003 - Angela Bassett (Sunshine State)
- 2004 - Queen Latifah (Bringing Down the House)
- 2005 - Kerry Washington (Ray)
- 2006 - Kimberly Elise (Diary of a Mad Black Woman)
- 2007 - Keke Palmer (Akeelah and the Bee)
- 2008 - Jurnee Smollett (The Great Debaters)
- 2009 - Rosario Dawson (Seven Pounds)

### 2010- presente
- 2010 - Gabourey Sidibe (Precious)
- 2011 - Halle Berry (Frankie and Alice)
- 2012 - Viola Davis (The Help)